# Poliksena (imię)
Poliksena – imię żeńskie pochodzenia greckiego (Πολυξένη), powstałe z wyrazów πολλοί (polloi – „liczni, wielu”) i ξένοι (xenoi – „goście, przybysze”).
Patronką tego imienia w Kościele katolickim jest męczennica Poliksena z I wieku. W Polsce imię to było nadawane od XV wieku.
Zdrobnienia: Pola, Ksenia.
Poliksena imieniny obchodzi 23 września, jako wspomnienie św. Polikseny.
Imienniczki
- Poliksena – jedna z córek Priama i Hekabe.
- Polixena Pückler – żona Balthasara Pücklera, pana na Niemodlinie.

Zobacz też
- (595) Polyxena